# Micropera padina
Micropera padina är en svampart som först beskrevs av Christiaan Hendrik Persoon, och fick sitt nu gällande namn av Pier Andrea Saccardo 1880. Micropera padina ingår i släktet Micropera, divisionen sporsäcksvampar och riket svampar.   Inga underarter finns listade i Catalogue of Life.